# Dalmatinka
Dalmatinka è il terzo studio album di Severina Vučković.
L'album Dalmatinka è caratterizzato da uno stile musicale tipico delle canzoni popolari della Dalmazia, molte canzoni vengono accompagnate da strumenti e gruppi corali tipici della Dalmazia, come la Klapa Nostalgija nella canzone Dalmatinka.
I singoli di maggiore successo sono: Dalmatinka, Paloma nera, Čovjek kojeg volim, Ljubi me noćas, Adio ljube e il duetto Maria Christina cantato con Matteo Cetinski.
Alla realizzazione della canzone Čovjek kojeg volim partecipa anche Zlatan Stipišić Gibonni, famoso cantautore croato. Sull'album si trova anche la canzone del gruppo rock Bijelo Dugme Ne spavaj mala moja cantata da Severina in un nuovo arrangiamento.
Nel 1993 Severina realizza il suo primo tour in Croazia intitolato semplicemente Dalmatinka, come l'omonimo album. Il tour dura per tutto l'anno e prosegue anche durante il 1994.

## Tracce
1. Dalmatinka - (Zrinko Tutić – Nenad Ninčević – Nikša Bratoš)
2. Ljubi me noćas - (Nenad Ninčević – Nenad Ninčević – Nikša Bratoš)
3. Ne bi' ti oprostila - (Zrinko Tutić – Nenad Ninčević – Nikša Bratoš)
4. Maria Christina - (duetto con Matteo Cetinski) (traditional - traditional - Nikša Bratoš)
5. Ti si moj - (Zrinko Tutić – Nenad Ninčević – Nikša Bratoš)
6. Paloma nera - (Zrinko Tutić – Nenad Ninčević – Nikša Bratoš)
7. Adio ljube - (Zrinko Tutić – Zrinko Tutić – Nikša Bratoš)
8. Ne spavaj mala moja - (Goran Bregović – Goran Bregović – Nikša Bratoš)
9. Mornarica mlada - (Zrinko Tutić – Nenad Ninčević – Nikša Bratoš)
10. Čovjek kojeg volim - (Zrinko Tutić – Zlatan Stipišić Gibonni – Nikša Bratoš)